# Liste des joueurs du Tours Football Club
 (avril 2024).
- Si vous ne connaissez pas le sujet, laissez ce bandeau (vous pouvez alors contacter les auteurs).
- Si vous supprimez le contenu mis en cause (vous pouvez préalablement contacter les auteurs),

argumentez précisément cette suppression dans la page de discussion
(un manque de référence n'est pas un argument ; une recherche réelle de référence doit avoir été effectuée, être formellement documentée).
 (avril 2024).
Cet article recense tous les joueurs ayant porté le maillot du Tours Football Club en match officiel.
- Les joueurs acceptés dans cette liste ont joué en championnat (L1, L2, National, National 2, National 3, autres divisions), Coupe de France, Coupe de la Ligue. Les joueurs ayant uniquement évolués avec l'équipe réserve ne doivent pas apparaître dans cette liste.
- Le nombre de matches est le total de tous les matches officiels (championnat, Coupe de France, Coupe de la Ligue) disputés par le joueur sous les couleurs du Tours FC, soit comme titulaire, soit comme remplaçant. Il ne tient pas compte des matches amicaux.
- Le nombre de buts est le total des buts inscrits par le joueur sous le maillot du Tours FC en compétition officielle (championnat, Coupe de France, Coupe de la Ligue).

- Haut – A
- B
- C
- D
- E
- F
- G
- H
- I
- J
- K
- L
- M
- N
- O
- P
- Q
- R
- S
- T
- U
- V
- W
- X
- Y
- Z

## A
| Nom                  | Poste     | Nationalité sportive | Période   | Matchs Officiels | But(s) |
| -------------------- | --------- | -------------------- | --------- | ---------------- | ------ |
| Abdel-Hakim Abdallah | Défenseur | Comores              | 2018-2019 | 37               | 1      |
| Irshad Abdallah      | Milieu    | France               | 2021-     | 6                | 0      |
| Jalal Abdesslami     | Défenseur | Maroc / France       | 2019-2020 | 9                | 2      |
| Neki Adipi           | Attaquant | Guyane               | 2005-2007 | 8                | 0      |
| Geoffrey Adjet       | Défenseur | France               | 2009-2011 | 21               | 1      |
| Youssef Adnane       | Attaquant | France               | 2013-2015 | 61               | 18     |
| Abdellah Aibout      | Milieu    | France               | 2021-2023 | 2                | 0      |
| Foba Emmanuel Aka    | Attaquant | Côte d'Ivoire        | 2021-2022 | 4                | 2      |
| Alexis Alégué        | Milieu    | Cameroun / France    | 2018-2019 | 22               | 2      |
| Yanis Amar           | Défenseur | France               | 2020-2021 | 2                | 0      |
| Bilal Asfour         | Attaquant | France               | 2021-2022 | 3                | 0      |
| Junior Assoumou      | Défenseur | Gabon                | 2023-     | 24               | 0      |
| Fatih Atik           | Milieu    | France               | 2007-2010 | 96               | 17     |

## B
| Nom                 | Poste     | Nationalité sportive | Période                  | Matchs Officiels | But(s) |
| ------------------- | --------- | -------------------- | ------------------------ | ---------------- | ------ |
| Jacob Ba            | Défenseur | Mauritanie           | 2006-2007                | 21               | 0      |
| Abiola Badirou      | Attaquant | France               | 2022-                    | 36               | 12     |
| Yanis Bahloul       | Attaquant | France / Maroc       | 2023                     | 3                | 0      |
| Djamel Bakar        | Attaquant | Comores              | 2017-2018                | 10               | 0      |
| Ousmane Baldé       | Milieu    | Guinée               | 2019-2020                | 7                | 1      |
| Sekou Baradji       | Milieu    | France               | 2006-2007                | 8                | 0      |
| Romain Bayard       | Milieu    | France               | 2017-2019                | 47               | 4      |
| Gaëtan Belaud       | Milieu    | France               | 2009-2010                | 17               | 4      |
| Chahir Belghazouani | Milieu    | France               | 2009-2010                | 32               | 4      |
| Haris Belkebla      | Milieu    | Algérie              | 2014-2018                | 155              | 7      |
| Mehdi Benatia       | Défenseur | Maroc                | 2006-2007                | 30               | 0      |
| Walid Benbella      | Milieu    | France / Maroc       | 2020-2021 puis 2022-2023 | 26               | 3      |
| Pascal Berenguer    | Milieu    | France               | 2012-2015                | 60               | 1      |
| Bryan Bergougnoux   | Milieu    | France               | 2012-2018                | 191              | 34     |
| Rémi Biancardini    | Attaquant | France               | 2010-2013                | 47               | 4      |
| Jérémy Blayac       | Attaquant | France               | 2010-2013                | 75               | 21     |
| Ryad Bokhari        | Milieu    | France               | 2019-2020                | 3                | 1      |
| Hameur Bouazza      | Milieu    | Algérie              | 2017                     | 18               | 2      |
| Léo Bouton          | Attaquant | France               | 2023-                    | 23               | 3      |
| Salah Bouzrara      | Attaquant | France / Tunisie     | 2018-2019                | 6                | 0      |
| Gaëtan Bong         | Défenseur | Cameroun             | 2008-2009                | 37               | 0      |
| Jean-Bryan Boukaka  | Attaquant | France               | 2012-2013                | 13               | 0      |
| Aaron Boupendza     | Attaquant | Gabon                | 2018-2019                | 13               | 4      |
| Samuel Boutal       | Attaquant | France               | 2005-2007                | 20               | 0      |
| Titi Buengo         | Attaquant | Angola               | 2010-2012                | 51               | 13     |
| Frédéric Bulot      | Milieu    | Gabon                | 2018                     | 11               | 1      |

## C
| Nom                  | Poste     | Nationalité sportive | Période                  | Matchs Officiels | But(s) |
| -------------------- | --------- | -------------------- | ------------------------ | ---------------- | ------ |
| Bocundji Ca          | Milieu    | Guinée-Bissau        | 2007-2008 puis 2009-2011 | 87               | 3      |
| Stéfano Caille       | Attaquant | France / Italie      | 2018                     | 6                | 0      |
| Alhassane Camara     | Milieu    | Guinée               | 2019-2020                | 17               | 7      |
| Mohamed Sorel Camara | Milieu    | Guinée               | 2019-2020 puis 2022      | 5                | 0      |
| Julien Cardy         | Milieu    | France               | 2010-2012                | 72               | 8      |
| Maxence Carlier      | Défenseur | France               | 2018-2019                | 24               | 1      |
| Grégory Carmona      | Milieu    | France               | 2006-2007                | 30               | 1      |
| Jordan Carpentier    | Milieu    | France               | 2021-2023                | 4                | 0      |
| Fabrice Catherine    | Gardien   | France               | 2006-2007                | 22               | 0      |
| Julien Cétout        | Milieu    | France               | 2008-2014                | 185              | 3      |
| Xavier Chavalerin    | Milieu    | France               | 2012-2015                | 106              | 4      |
| Walid Cherfa         | Défenseur | France               | 2007-2008                | 32               | 1      |
| Thibaut Cillard      | Défenseur | France               | 2014-2018                | 73               | 4      |
| Ibrahim Cissé        | Défenseur | France / Sénégal     | 2014-2018                | 68               | 0      |
| Sacha Clémence       | Attaquant | France               | 2016-2018                | 50               | 2      |
| Hugo Cointard        | Gardien   | France               | 2019-2020                | 6                | 0      |
| Cédric Collet        | Défenseur | France               | 2005-2007                | 63               | 4      |
| Kingsley Condore     | Défenseur | France               | 2019-2022                | 20               | 1      |
| João Cordeiro        | Défenseur | Brésil               | 2007-2008                | 5                | 0      |
| Quentin Constanciel  | Défenseur | France               | 2017-2020                | 4                | 0      |
| Ibrahima Conté       | Défenseur | Guinée               | 2007-2008                | 31               | 1      |
| Grégoire Coudert     | Gardien   | France               | 2017-2019                | 9                | 0      |
| David Coulibaly      | Milieu    | Mali                 | 2007-2008                | 35               | 1      |
| Dramane Coulibaly    | Attaquant | Mali                 | 2007-2008                | 15               | 1      |

## D
| Nom                      | Poste     | Nationalité sportive | Période                  | Matchs Officiels | But(s) |
| ------------------------ | --------- | -------------------- | ------------------------ | ---------------- | ------ |
| Clidis Da Silva          | Milieu    | France               | 2019-2020                | 20               | 2      |
| Cheick Oumar Dabo        | Attaquant | Mali                 | 2007-2008                | 15               | 6      |
| Joël Damahou             | Milieu    | Côte d'Ivoire        | 2015                     | 8                | 0      |
| Philippe Darmendrail     | Défenseur | France               | 1985-1988                | 69               | 2      |
| Mayron De Almeida        | Attaquant | Belgique             | 2016-2017                | 8                | 0      |
| Lucas De Amorim          | Milieu    | France               | 2023-                    | 1                | 0      |
| Arthur Deboeuf           | Gardien   | France               | 2019-                    | 7                | 0      |
| Mathis Debono            | Attaquant | France               | 2019-2021                | 1                | 0      |
| Jérémy Deichelbohrer     | Gardien   | France               | 2007-2009                | 11               | 0      |
| Julien Deletraz          | Défenseur | France               | 2007-2009                | 26               | 1      |
| Andy Delort              | Attaquant | Algérie              | 2013-2014 ; 2015         | 56               | 27     |
| Rémy Descamps            | Gardien   | France               | 2018                     | 21               | 0      |
| Antoine Devaux           | Milieu    | France               | 2018                     | 17               | 2      |
| Yves Devillechabrolle    | Attaquant | France               | 1981-1986                | 151              | 16     |
| Amadou Diagouraga        | Attaquant | France               | 2007-2008                | 30               | 7      |
| Cheick Fantamady Diarra  | Attaquant | Mali                 | 2016-2018                | 59               | 14     |
| Sigamary Diarra          | Attaquant | Mali                 | 2007-2009                | 78               | 8      |
| Youssouf Diarra          | Milieu    | France               | 2021-                    | 47               | 3      |
| Fousseni Diawara         | Défenseur | Mali                 | 2013-2015                | 56               | 2      |
| Boris Diecket            | Milieu    | Côte d'Ivoire        | 1984-1988                | 142              | 4      |
| Diego Rigonato Rodrigues | Milieu    | Brésil               | 2010-2012                | 70               | 14     |
| Papakouli Diop           | Milieu    | Sénégal              | 2006-2008                | 41               | 3      |
| Pierre-Antoine Dossevi   | Attaquant | Togo                 | 1974-1975 puis 1976-1981 | 172              | 75     |
| Vincent Doukantié        | Milieu    | Mali                 | 2005-2007                | 57               | 7      |
| Geoffrey Doumeng         | Milieu    | France               | 2009-2010                | 16               | 1      |
| Guillaume Dugain         | Attaquant | France               | 2019-2020                | 19               | 2      |
| Alexandre Dujeux         | Défenseur | France               | 2008-2010                | 58               | 0      |
| Charly Dutournier        | Attaquant | France               | 2011-2014                | 7                | 1      |

## E
| Nom                  | Poste     | Nationalité sportive | Période   | Matchs Officiels | But(s) |
| -------------------- | --------- | -------------------- | --------- | ---------------- | ------ |
| Aniss El Hriti       | Défenseur | France               | 2017-2018 | 13               | 1      |
| Steeve Elana         | Gardien   | Martinique / France  | 2018-2019 | 35               | 0      |
| Mehdi Elanbri        | Défenseur | France               | 2022-     | 52               | 7      |
| Nesta Elphege        | Attaquant | France               | 2021      | 2                | 0      |
| Gaëtan Englebert     | Milieu    | Belgique             | 2008-2010 | 84               | 2      |
| Julien Esposito      | Milieu    | France               | 2007-2008 | 2                | 0      |
| Baptiste Etcheverria | Défenseur | France               | 2017-2019 | 37               | 1      |
| Vinicius Evandro     | Défenseur | Brésil               | 2008-2009 | 10               | 0      |

## F
| Nom                   | Poste     | Nationalité sportive | Période   | Matchs Officiels | But(s) |
| --------------------- | --------- | -------------------- | --------- | ---------------- | ------ |
| Clément Fabre         | Défenseur | France               | 2008-2013 | 64               | 0      |
| Florian Fabre         | Milieu    | France               | 2018-2019 | 25               | 1      |
| Timothé Faix          | Attaquant | France               | 2022-2024 | 29               | 4      |
| Jordan Faucher        | Attaquant | France               | 2010-2011 | 3                | 1      |
| Corentin Faussot      | Milieu    | France               | 2021-     | 47               | 1      |
| Maodomalick Faye      | Attaquant | Sénégal              | 2008-2009 | 31               | 5      |
| Rodéric Filippi       | Défenseur | France               | 2016-2019 | 51               | 3      |
| Paul-Antoine Finidori | Défenseur | France               | 2020-2021 | 9                | 1      |
| David Fleurival       | Milieu    | France               | 2003-2007 | 109              | 1      |
| Omar da Fonseca       | Attaquant | Argentine            | 1982-1985 | 115              | 48     |
| Thomas Fontaine       | Défenseur | France               | 2012-2014 | 62               | 0      |
| Emmanuel François     | Attaquant | France               | 2021-2023 | 29               | 5      |
| Julien François       | Milieu    | France               | 2008-2010 | 55               | 1      |
| Raymond Frey          | Gardien   | France               | 1975-1979 | 92               | 0      |

## G
| Nom                     | Poste     | Nationalité sportive | Période   | Matchs Officiels | But(s) |
| ----------------------- | --------- | -------------------- | --------- | ---------------- | ------ |
| Florent Gache           | Milieu    | France               | 2009-2010 | 1                | 0      |
| Serge Gakpé             | Milieu    | Togo                 | 2009-2010 | 17               | 5      |
| Thomas Gamiette         | Milieu    | Guadeloupe           | 2011-2013 | 65               | 3      |
| Omaré Gassama           | Milieu    | Mauritanie           | 2019-2021 | 29               | 7      |
| Samba Gassama           | Gardien   | France               | 2020-2021 | 1                | 0      |
| Romain Genevois         | Défenseur | Haïti                | 2009-2012 | 112              | 10     |
| Anatole Gerbaud         | Attaquant | France               | 2024-     | 2                | 0      |
| Michel Gerez            | Défenseur | France               | 1973-1978 | 67               | 5      |
| Erwann Gergaud          | Milieu    | France               | 2022-     | 16               | 3      |
| Mohamed Ali Ghariani    | Attaquant | Tunisie              | 2009-2014 | 68               | 7      |
| Ghislain Gimbert        | Attaquant | France               | 2005-2007 | 31               | 9      |
| Flavien Girault         | Attaquant | France               | 2021-2022 | 3                | 1      |
| Olivier Giroud          | Attaquant | France               | 2008-2010 | 69               | 38     |
| Christopher Glombard    | Défenseur | Martinique / France  | 2018-2019 | 25               | 2      |
| Jules Goda              | Gardien   | Cameroun             | 2017-     | 84               | 1      |
| Diego Gómez             | Milieu    | Argentine            | 2007-2010 | 56               | 14     |
| Sébastien Gondouin      | Défenseur | France               | 2003-2007 | 116              | 2      |
| Alexis Gonzalez Freitas | Défenseur | France               | 2019-2020 | 21               | 3      |
| Jonathan Gradit         | Défenseur | France               | 2013-2018 | 146              | 1      |
| Xavier Grondin          | Attaquant | France               | 2019-2021 | 30               | 2      |
| Abraham Guié Guié       | Attaquant | Côte d'Ivoire        | 2010-2011 | 34               | 13     |
| Jérôme Guihoata         | Défenseur | Cameroun             | 2013-2014 | 12               | 0      |

## H
| Nom               | Poste     | Nationalité sportive | Période                  | Matchs Officiels | But(s) |
| ----------------- | --------- | -------------------- | ------------------------ | ---------------- | ------ |
| Yanis Hamoudi     | Milieu    | France / Algérie     | 2018-2019 puis 2022-2023 | 8                | 0      |
| Kévin Hatchi      | Défenseur | France               | 2007-2008                | 15               | 0      |
| Eric Harroudj     | Défenseur | France               | 1992-1995                | 6                | 0      |
| Gauthier Hein     | Milieu    | France               | 2017-2018                | 23               | 4      |
| Youssef Hidasse   | Milieu    | Maroc                | 2019-2020 puis 2023-     | 27               | 11     |
| Christophe Himmer | Défenseur | France               | 2004-2007                | 95               | 3      |
| Bilel Hinchiri    | Milieu    | France / Tunisie     | 2022-2023                | 17               | 1      |

## I
| Nom         | Poste  | Nationalité sportive | Période   | Matchs Officiels | But(s) |
| ----------- | ------ | -------------------- | --------- | ---------------- | ------ |
| Tatsuru Ito | Milieu | Japon                | 2000-2004 | 108              | 5      |

## J
| Nom            | Poste     | Nationalité sportive | Période   | Matchs Officiels | But(s) |
| -------------- | --------- | -------------------- | --------- | ---------------- | ------ |
| Corentin Jacob | Milieu    | France               | 2019      | 15               | 1      |
| Mehdi Jaki     | Attaquant | France / Maroc       | 2019-2020 | 16               | 9      |
| Amaury Jaurès  | Défenseur | France               | 2023      | 1                | 0      |
| Peter Jehle    | Gardien   | Liechtenstein        | 2008-2009 | 23               | 0      |

## K
| Nom                   | Poste     | Nationalité sportive | Période                  | Matchs Officiels | But(s) |
| --------------------- | --------- | -------------------- | ------------------------ | ---------------- | ------ |
| Bengaly Kaba Soares   | Défenseur | France               | 2018-2019 puis 2021-2022 | 6                | 0      |
| Axel Kacou            | Gardien   | Côte d'Ivoire        | 2016-2018                | 20               | 0      |
| Koly Kanté            | Milieu    | Mali                 | 2004-2007                | 75               | 2      |
| Hamza Kari            | Attaquant | Algérie              | 2019-2020                | 12               | 3      |
| Kesley Keita          | Milieu    | France / Guinée      | 2018-2019                | 1                | 0      |
| Yann Kembo            | Défenseur | France / RD Congo    | 2018-2019                | 1                | 0      |
| Philippe Paulin Keny  | Attaquant | Sénégal              | 2019                     | 8                | 2      |
| Claudiu Keserü        | Attaquant | France               | 2008-2009                | 12               | 7      |
| Billy Ketkeophomphone | Milieu    | France               | 2011-2015                | 114              | 26     |
| Yvan Kibundu          | Milieu    | France               | 2010-2012                | 3                | 0      |
| Daouda Konaté         | Défenseur | Côte d'Ivoire        | 2016-2017                | 7                | 0      |
| Mory Koné             | Défenseur | France               | 2018                     | 11               | 0      |
| Laurent Koscielny     | Défenseur | France               | 2007-2009                | 78               | 8      |
| Alexei Kossonogov     | Attaquant | Russie               | 2006-2007                | 8                | 0      |
| Christian Kouakou     | Attaquant | Côte d'Ivoire        | 2012-2016                | 110              | 26     |

## L
| Nom                   | Poste     | Nationalité sportive | Période   | Matchs Officiels | But(s) |
| --------------------- | --------- | -------------------- | --------- | ---------------- | ------ |
| Mohamed Larbi         | Milieu    | Tunisie              | 2018      | 13               | 0      |
| Léo Leite             | Milieu    | France               | 2022-     | 29               | 3      |
| Kevin Lejeune         | Milieu    | France               | 2010-2012 | 75               | 5      |
| David Leray           | Défenseur | France               | 2006-2007 | 33               | 0      |
| Benjamin Leroy        | Gardien   | France               | 2010-2014 | 115              | 0      |
| Philippe Liard        | Milieu    | France               | 2007-2008 | 12               | 0      |
| Anthony Lippini       | Défenseur | France               | 2017-2018 | 18               | 0      |
| Victor Lobry          | Milieu    | France               | 2018-2019 | 38               | 0      |
| Mathias Lopes         | Milieu    | France               | 2022-     | 51               | 35     |
| Mathis Lopes          | Attaquant | France / Portugal    | 2022-     | 22               | 3      |
| Anthony Lopez Peralta | Milieu    | France               | 2007-2009 | 54               | 4      |
| Angel Lorenzo         | Attaquant | France / Espagne     | 1978-1988 | 130              | 6      |
| Cyriaque Louvion      | Défenseur | France               | 2015-2019 | 101              | 7      |
| Kalvin Luong          | Attaquant | France               | 2020-2021 | 3                | 0      |

## M
| Nom                    | Poste     | Nationalité sportive | Période   | Matchs Officiels | But(s) |
| ---------------------- | --------- | -------------------- | --------- | ---------------- | ------ |
| Ali M'Madi             | Attaquant | Comores              | 2020-2021 | 8                | 2      |
| Ramdan Maayad          | Attaquant | France               | 2021-2023 | 5                | 0      |
| Yann Mabella           | Attaquant | Congo / France       | 2019      | 11               | 1      |
| Brahim Mahamat         | Attaquant | Tchad                | 2019-2021 | 31               | 12     |
| Chafardine Mahamat     | Milieu    | France               | 2019-2021 | 9                | 1      |
| Florian Makhedjouf     | Milieu    | Algérie / France     | 2017      | 9                | 1      |
| Daniel Mancini         | Milieu    | Argentine / Italie   | 2017-2018 | 30               | 6      |
| Christophe Mandanne    | Attaquant | France               | 2005-2007 | 65               | 18     |
| Moktar Mangane         | Défenseur | Sénégal              | 2007-2009 | 43               | 0      |
| Brice Maubleu          | Gardien   | France               | 2012-2014 | 11               | 0      |
| Rémi Maréval           | Défenseur | France               | 2005-2007 | 68               | 3      |
| Geoffrey Marie-Louise  | Défenseur | Martinique / France  | 2020-2021 | 9                | 2      |
| Sacha Martinez         | Attaquant | France               | 2019      | 1                | 0      |
| Bruno Marzolino        | Défenseur | France               | 1980-1984 | 8                | 0      |
| Martin Mayoulou        | Attaquant | Gabon / France       | 2018-2019 | 3                | 0      |
| Rodney Mazikou         | Attaquant | France / Congo       | 2023-     | 23               | 4      |
| Emmanuel Mbarga        | Milieu    | Cameroun             | 2020-2021 | 2                | 0      |
| Samson Mbingui         | Milieu    | Gabon                | 2018-2019 | 15               | 1      |
| Yancoub Meïté          | Milieu    | Côte d'Ivoire        | 2011-2013 | 17               | 0      |
| Hugo Mesbah            | Défenseur | France / Algérie     | 2018-2019 | 5                | 0      |
| Jonathan Mexique       | Milieu    | Martinique / France  | 2018      | 7                | 0      |
| Yanis Meziane          | Milieu    | France               | 2020-2021 | 1                | 0      |
| Christian Mignon       | Défenseur | France               | 1975-1979 | 65               | 1      |
| Florian Miguel         | Défenseur | France               | 2014-2018 | 112              | 12     |
| Bogdan Milošević       | Défenseur | Serbie               | 2014-2017 | 40               | 0      |
| Wilfried Moimbé        | Défenseur | France               | 2010-2013 | 83               | 0      |
| Victor Mouangué Kingue | Défenseur | France               | 2019-2020 | 32               | 0      |

## N
| Nom             | Poste     | Nationalité sportive | Période   | Matchs Officiels | But(s) |
| --------------- | --------- | -------------------- | --------- | ---------------- | ------ |
| Tenema N'Diaye  | Attaquant | Mali                 | 2007-2009 | 65               | 28     |
| Mayoro N'Doye   | Milieu    | Sénégal              | 2017-2018 | 34               | 2      |
| Francis N'Ganga | Défenseur | République du Congo  | 2009-2012 | 81               | 0      |
| Ange Nanizayamo | Défenseur | France               | 2016-2018 | 6                | 0      |
| Maka Ndiaye     | Défenseur | Sénégal              | 2019-2020 | 11               | 0      |
| Kilian Ngoumou  | Défenseur | France / Cameroun    | 2022-2024 | 22               | 0      |
| Béni Nkololo    | Milieu    | RD Congo / France    | 2018-2019 | 22               | 2      |
| Ulrich N'Nomo   | Attaquant | France / Cameroun    | 2018-2019 | 26               | 2      |

## O
| Nom                 | Poste     | Nationalité sportive | Période   | Matchs Officiels | But(s) |
| ------------------- | --------- | -------------------- | --------- | ---------------- | ------ |
| Nicolas Obama       | Attaquant | France               | 2020-2023 | 17               | 2      |
| Prince Oniangué     | Défenseur | République du Congo  | 2010-2013 | 89               | 14     |
| Larbi Othmani       | Attaquant | France               | 1973-1978 | 108              | 31     |
| Louckmane Ouédraogo | Attaquant | Burkina Faso         | 2019      | 10               | 0      |

## P
| Nom                        | Poste     | Nationalité sportive | Période              | Matchs Officiels | But(s) |
| -------------------------- | --------- | -------------------- | -------------------- | ---------------- | ------ |
| Erik Pacinda               | Attaquant | Slovaquie            | 2012-2013            | 2                | 0      |
| Pascal Pédemonte           | Défenseur | France               | 2004-2007            | 63               | 3      |
| Charly Pereira Lage        | Milieu    | France / Portugal    | 2022-2023            | 8                | 1      |
| Antoine Peron              | Milieu    | France               | 2019-                | 83               | 11     |
| Clément Perraguin          | Défenseur | France               | 2019-2021 puis 2022- | 51               | 6      |
| Julien Petitjean           | Défenseur | France               | 2006-2007            | 1                | 0      |
| Rodolphe Pinheiro Ferreira | Attaquant | France               | 2010-2011            | 1                | 0      |
| Mathias Pogba              | Attaquant | Guinée               | 2018-2019            | 7                | 0      |
| Jordan Popineau            | Attaquant | France               | 2017                 | 1                | 0      |
| Marc-Antoine Porcher       | Milieu    | France               | 2023-                | 17               | 0      |
| Manuel Pothin              | Milieu    | France               | 2007-2008            | 1                | 0      |
| Benjamin Poucan            | Milieu    | France               | 2021-2022            | 3                | 0      |

## R
| Nom              | Poste     | Nationalité sportive | Période   | Matchs Officiels | But(s) |
| ---------------- | --------- | -------------------- | --------- | ---------------- | ------ |
| Armand Raimbault | Gardien   | France               | 1997-2008 | 356              | 19     |
| Rayan Raveloson  | Milieu    | Madagascar           | 2014-2018 | 63               | 3      |
| Denis Ribeiro    | Gardien   | France               | 2007-2009 | 8                | 0      |
| Tony Ribeiro     | Attaquant | France               | 2006-2007 | 1                | 0      |
| Anthony Robic    | Milieu    | France               | 2007-2009 | 46               | 2      |
| Michel Rodriguez | Défenseur | France               | 2004-2007 | 86               | 5      |
| Aimé Rosso       | Attaquant | France               | 1975-1982 | 160              | 24     |
| Hugo Rouxel      | Défenseur | France               | 2023-     | 14               | 1      |

## S
| Nom               | Poste     | Nationalité sportive   | Période              | Matchs Officiels | But(s) |
| ----------------- | --------- | ---------------------- | -------------------- | ---------------- | ------ |
| Mahamadou Sacko   | Milieu    | France                 | 2023-                | 19               | 1      |
| Karim Saidi       | Défenseur | Tunisie                | 2009-2011            | 52               | 2      |
| Fémi Salami       | Attaquant | France / Bénin         | 2021-2022            | 2                | 2      |
| Romain Salin      | Gardien   | France                 | 2008-2010            | 35               | 0      |
| Júlio Santos      | Défenseur | Brésil                 | 2008-2010            | 47               | 3      |
| Romain Sartre     | Défenseur | France                 | 2010-2012            | 28               | 4      |
| Léo Schwechlen    | Défenseur | France                 | 2011-2015 puis 2023- | 139              | 2      |
| William Sea       | Attaquant | France / Côte d'Ivoire | 2018-2019            | 10               | 0      |
| Nicolas Seguin    | Défenseur | France                 | 2012-2014            | 17               | 0      |
| Sambou Sissoko    | Défenseur | France / Mali          | 2017-2019            | 32               | 1      |
| Jin-Hyung Song    | Milieu    | Corée du Sud           | 2010-2012            | 56               | 3      |
| Jérémy Sopalski   | Gardien   | France                 | 2009-2012            | 45               | 0      |
| Zbigniew Seweryn  | Milieu    | Pologne                | 1978-1981            | 109              | 17     |
| Issiaga Soumah    | Milieu    | Guinée                 | 2001-2007            | 105              | 2      |
| Guillaume Stéphan | Milieu    | France                 | 2005-2007            | 24               | 1      |
| Florent Stevance  | Attaquant | France                 | 2018-2019            | 18               | 3      |

## T
| Nom                 | Poste     | Nationalité sportive | Période                  | Matchs Officiels | But(s) |
| ------------------- | --------- | -------------------- | ------------------------ | ---------------- | ------ |
| Maki Tall           | Attaquant | États-Unis / France  | 2017-2018                | 27               | 9      |
| Mame Tall           | Attaquant | France / Sénégal     | 2018-2019                | 1                | 0      |
| Ibrahim Tandia      | Milieu    | Mali / France        | 2014-2018                | 72               | 11     |
| Mickaël Tavares     | Milieu    | Sénégal              | 2005-2007                | 29               | 4      |
| Yohann Thuram-Ulien | Gardien   | France               | 2010-2011                | 20               | 0      |
| Benjamin Tison      | Milieu    | France               | 2019-                    | 88               | 9      |
| Bertin Tokéné       | Défenseur | Cameroun             | 2006-2007                | 23               | 0      |
| Xavier Tomas        | Défenseur | France               | 2007-2010 puis 2012-2014 | 97               | 2      |
| Youcef Touati       | Milieu    | France               | 2013-2014                | 6                | 0      |
| Alassane Touré      | Défenseur | France               | 2015                     | 17               | 0      |
| Karim Touré         | Attaquant | France               | 2020-2021                | 8                | 1      |
| Youssouf Touré      | Attaquant | France               | 2008-2010                | 63               | 5      |
| Stéphane Tritz      | Défenseur | France               | 2010-2013                | 76               | 0      |
| John Tshibumbu      | Attaquant | RD Congo             | 2017-2018                | 33               | 3      |

## V
| Nom                | Poste     | Nationalité sportive | Période   | Matchs Officiels | But(s) |
| ------------------ | --------- | -------------------- | --------- | ---------------- | ------ |
| Tony Vairelles     | Attaquant | France               | 2006-2007 | 25               | 5      |
| Enzo Valentim      | Défenseur | France / Portugal    | 2017-2018 | 2                | 0      |
| Sofian Valla       | Attaquant | France               | 2020-2021 | 8                | 2      |
| Antoine Verronneau | Attaquant | France               | 2018-2019 | 1                | 0      |
| Mathieu Villette   | Attaquant | France               | 2023-     | 25               | 19     |

## W
| Nom           | Poste  | Nationalité sportive | Période   | Matchs Officiels | But(s) |
| ------------- | ------ | -------------------- | --------- | ---------------- | ------ |
| Rudy Wendling | Milieu | France               | 2006-2008 | 10               | 0      |

## Y
| Nom           | Poste     | Nationalité sportive | Période                  | Matchs Officiels | But(s) |
| ------------- | --------- | -------------------- | ------------------------ | ---------------- | ------ |
| Yannick Yenga | Attaquant | RD Congo             | 2001-2002 puis 2009-2011 | 34               | 3      |